# Torre de San Sadurniño

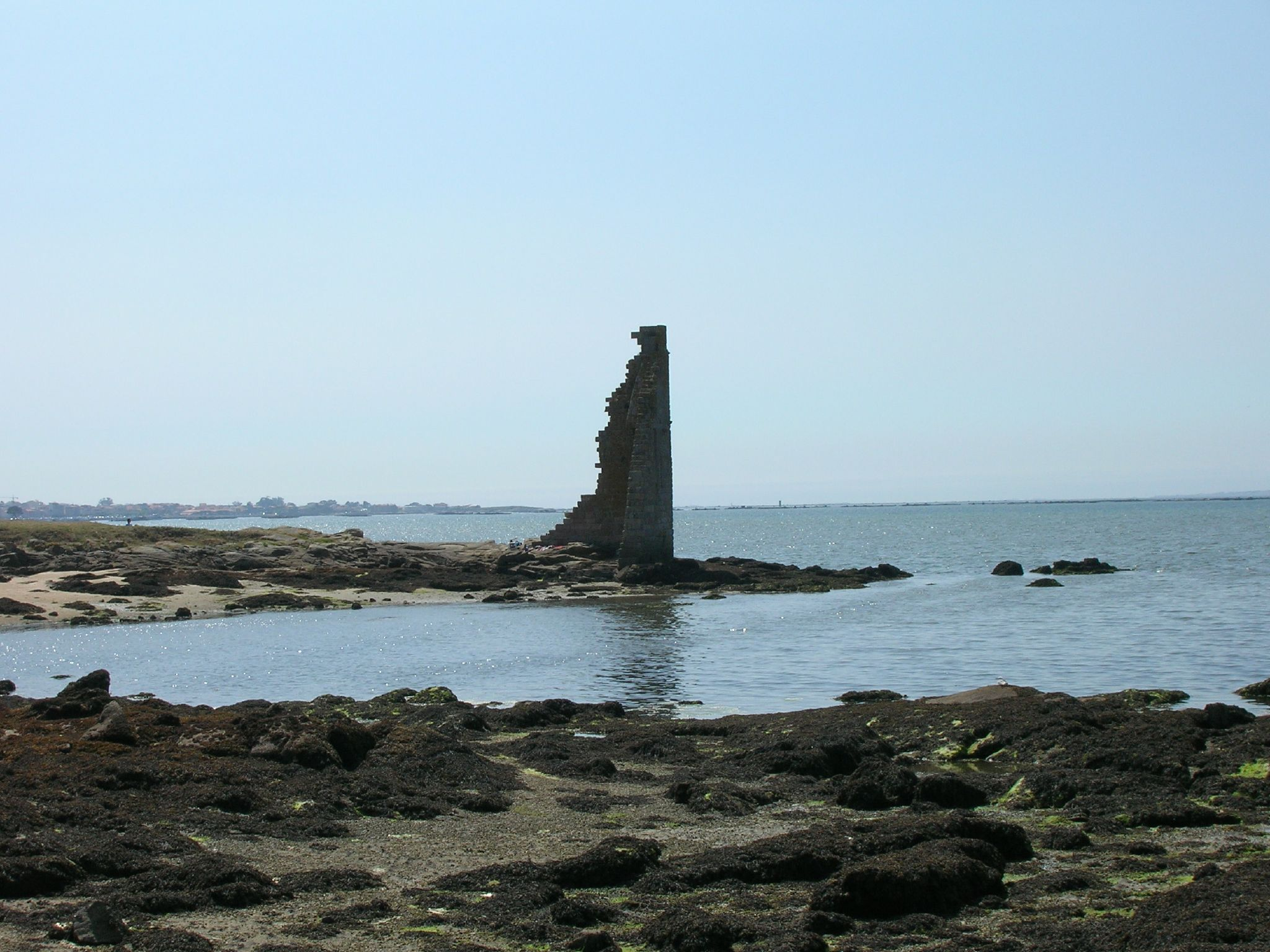
Torre de San Sadurniño, Espanha.

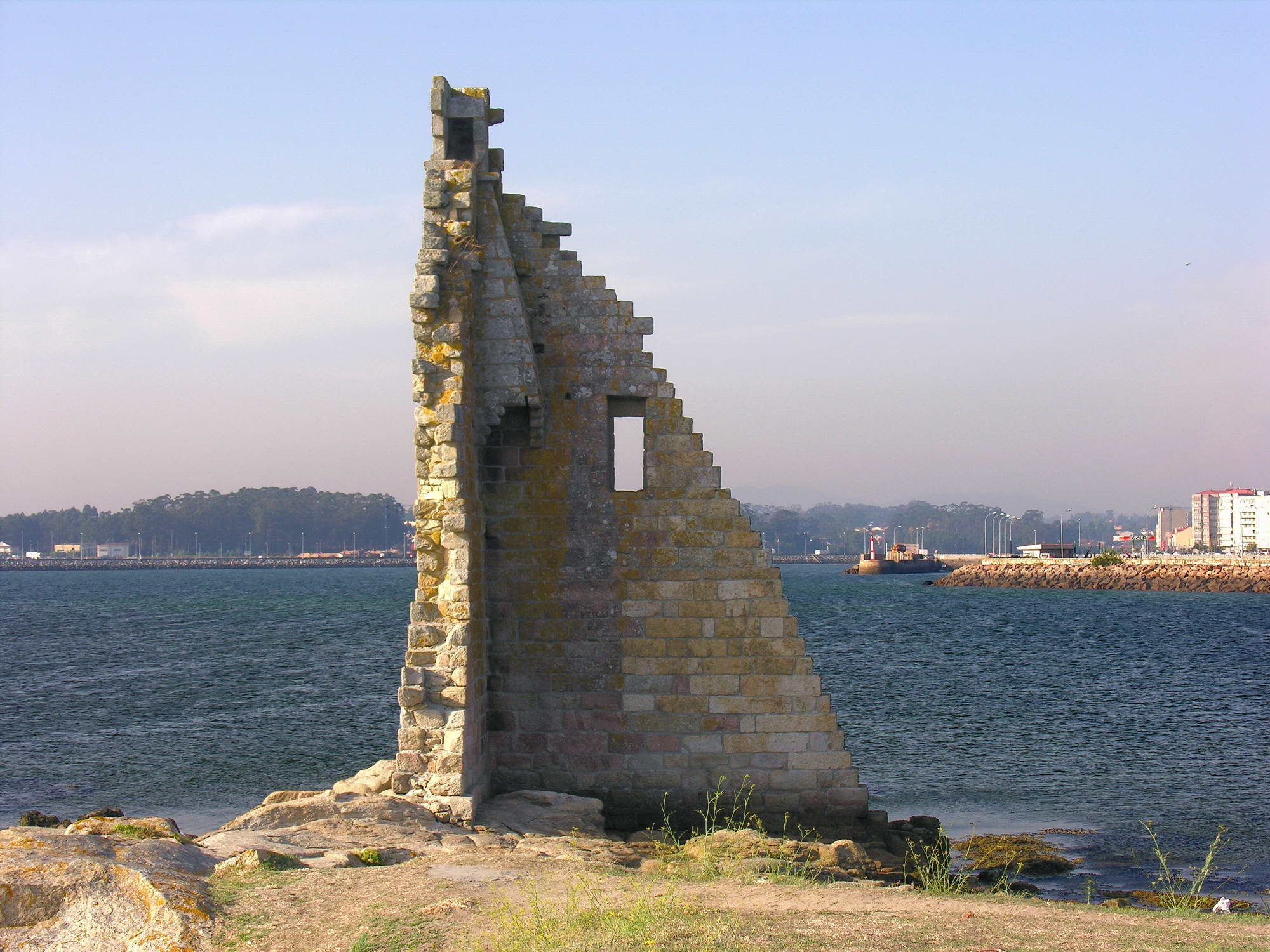
Torre de San Sadurniño, Espanha.

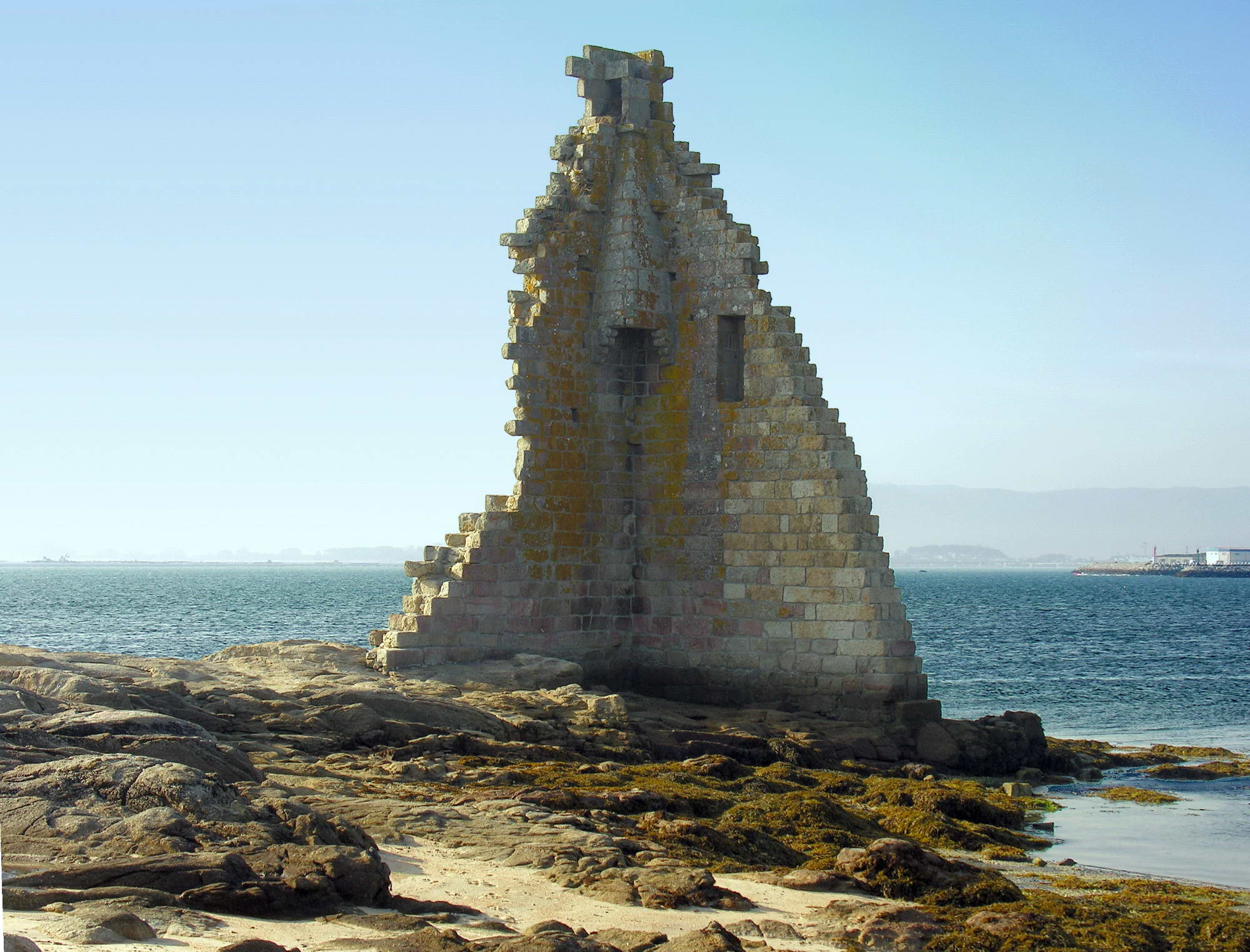
Torre de San Sadurniño, Espanha.

A Torre de San Sadurniño localiza-se no concelho de Cambados, comarca do Salnés, província de Pontevedra, na comunidade autônoma da Galiza, na Espanha.

## História
Numa pequena ilha com a forma de um triângulo irregular, diante atual zona urbana, acredita-se que esse local foi o primitivo núcleo de Cambados, sendo antigamente conhecido como a Vila Vella, e tendo posteriormente adotado a atual denominação de San Tomé do Mar.
Caamaño Bournacell assinala que a fortificação foi erguida à época do bispo de São Tiago de Compostela, Sisnando, na segunda metade do século X. No século XII, a vila e a sua fortificação foram adquiridas pelo arcebispo de Santiago, Diego Gelmírez, que determinou trabalhos de restauro da fortificação.
No século seguinte passou por aforamento a ser feudo de Pai Gómez Chariño que reconstruiu a torre e a fortificação.
Nesta época, além da função defensiva, também servia como torre de vigia e farol, integrando um sistema de comunicações pelo qual, por meio de fogueiras, eram mobilizadas as gentes da comarca para defesa da região de Santiago de Compostela ante os ataques de piratas Normandos e Berberescos.
Os avisos chegavam, a partir do Castelo da Lanzada, à fortificação de San Sadurniño, daqui até Vilanova de Arousa, e daí até às Torres do Oeste em Catoira, sítio estratégico para a defesa de Compostela.
A fortificação foi arrasada no decurso da grande revolta irmandinha (1466-1470).
A torre acolheu personagens ilustres como Dona Urraca de Castela e Leão, mãe de Afonso VII de Castela e Leão e a Infanta de Hungria, María Gómez (que fora trazida da corte de Tamerlão à Galiza por seu amante, Paio Gómez de Soutomaior, fugido para a França. Outras amantes ilustres em desgraça, que habitaram esta torre, foram Joana de Castro, rainha e senhora por um dia de Pedro I de Castela, e María Ulloa, amante do arcebispo Alonso II de Fonseca.
A fortificação esteve vinculada, até o século XVIII, à família Chariño-Soutomaior, até que Martín Domingo de Guzmán y Niño, 4° conde de Castronuevo vendeu o senhorio e domínios a Diego de Zárate y Muga, 1º marquês de Montesacro, que o conservou até ao desaparecimento dos senhorios, no século XIX.
Em princípios do século XX, ainda eram visíveis os alicerces da antiga capela do conjunto. Atualmente restam-nos apenas alguns vestígios como um vértice dos muros, uma janela e uma chaminé.